# Julius Kariuki
Julius Kariuki (né le 12 juin 1961 à Nyahururu) est un athlète kényan spécialiste du 3 000 m steeple.

## Carrière
Il fait ses débuts sur la scène internationale à l'occasion des Jeux olympiques d'été de 1984 à Los Angeles, se classant septième de la finale du steeple en 8 min 17 s 47. L'année suivante, il s'impose lors des Championnats d'Afrique du Caire, et remporte en fin de saison la Coupe du monde des nations de Canberra avec le temps de 8 min 39 s 51.
Le 30 septembre 1988, Julius Kariuki remporte la finale des Jeux olympiques d'été de Séoul en établissant en 8 min 05 s 51, la meilleure performance de sa carrière sur 3 000 m steeple, temps très proche du record du monde de son compatriote Henry Rono (8 min 05 s 4) et nouveau record olympique. Kariuki devance finalement Peter Koech et le Britannique Mark Rowland. Il obtient une nouvelle victoire lors d'une compétition internationale majeure en s'imposant lors des Jeux du Commonwealth de 1990.

## Palmarès
| Année | Compétition                    | Lieu         | Résultat | Discipline | Marque         |
| ----- | ------------------------------ | ------------ | -------- | ---------- | -------------- |
| 1984  | Jeux olympiques                | Los Angeles  | 7e       | Steeple    | 8 min 17 s 47  |
| 1985  | Championnats d'Afrique         | Le Caire     | 1er      | Steeple    | 8 min 20 s 74  |
| 1985  | Coupe du monde des nations     | Canberra     | 1er      | Steeple    | 8 min 39 s 51  |
| 1987  | Championnats du monde en salle | Indianapolis | 6e       | 3 000 m    | 8 min 06 s 77  |
| 1988  | Jeux olympiques                | Séoul        | 1er      | Steeple    | 8 min 05 s 51  |
| 1988  | Finale du Grand Prix           | Berlin       | 1er      | Steeple    | 8 min 24 s 52  |
| 1989  | Universiades                   | Duisbourg    | 1er      | 10 000 m   | 28 min 35 s 46 |
| 1989  | Coupe du monde des nations     | Barcelone    | 1er      | Steeple    | 8 min 20 s 84  |
| 1990  | Jeux du Commonwealth           | Auckland     | 1er      | Steeple    | 8 min 21 s 00  |
| 1990  | Finale du Grand Prix           | Athènes      | 1er      | Steeple    | 8 min 24 s 08  |
| 1991  | Championnats du monde          | Tokyo        | 4e       | Steeple    | 8 min 16 s 81  |
| 1993  | Finale du Grand Prix           | Londres      | 3e       | Steeple    | 8 min 16 s 26  |

## Records
| Épreuve         | Performance    | Lieu   | Date              |
| --------------- | -------------- | ------ | ----------------- |
| 3 000 m steeple | 8 min 05 s 51  | Séoul  | 30 septembre 1988 |
| 3 000 m         | 7 min 47 s 35  | Caorle | 27 juillet 1986   |
| 5 000 m         | 13 min 35 s 72 | Linz   | 14 août 1989      |
| 10 000 m        | 28 min 18 s 62 | Maia   | 30 juin 1993      |